# Eupelmus dysombrias
Eupelmus dysombrias är en stekelart som beskrevs av Perkins 1910. Eupelmus dysombrias ingår i släktet Eupelmus och familjen hoppglanssteklar. Inga underarter finns listade i Catalogue of Life.